# Haunting of the Queen Mary
Pour plus de détails, voir Fiche technique et Distribution.
Haunting of the Queen Mary ou La Malédiction du Queen Mary au Québec, est un film d'horreur britannique réalisé par Gary Shore et sorti en 2023.

## Synopsis
Navire de luxe honoré par des générations de riches et de célébrités, le RMS Queen Mary est désormais célébré et redouté comme « l’un des lieux les plus hantés du monde » (Time Magazine). Lorsque les photographes Anne et Patrick sont amenés à bord du navire avec leur jeune fils Lukas, ils déclenchent une série d'événements qui associent leur famille au sombre passé du navire.

## Fiche technique
- Titre original : Haunting of the Queen Mary
- Réalisation : Gary Shore
- Scénario : Stephen Oliver, Tom Vaughan, Gary Shore
- Musique : Jason & Nolan Livesay
- Société de production : Imagination Design Works, Rocket Science, White Horse Pictures
- Société de distribution : Vertigo Films
- Pays d'origine :  Royaume-Uni
- Langue originale : anglais
- Genre : horreur
- Durée :
- Date de sortie : 
  - Royaume-Uni : 18 août 2023

## Distribution
- Alice Eve : Anne Calder
- Joel Fry : Patrick Calder
- Lenny Rush : Lukas Calder
- Nell Hudson : Gwen Ratch
- Wil Coban : David Ratch
- Florrie May Wilkinson : Jackie Ratch
- Dorian Lough : Bittner
- Jim Piddock : Captain Caradine
- Tim Downie : Lieutenant Gibson
- Wesley Alfvin : Fred Astaire
- Maddison Nixon : Ginger Rogers
- Angus Wright : Victor